# جريس يوم واحد
الجُرَيس يوم واحد (باللاتينية: Campanula monodiana) نوع نباتي ينتمي إلى جنس الجريس من الفصيلة الجريسية (باللاتينية: Campanulaceae). يعتقد أنه اكتسب اسمه من تفتح أزهاره ليوم واحد فقط.

## الموئل والانتشار
موطن هذا النوع هو الجبل الأخضر في ليبيا.